# امارگوسا (تگزاس)
امارگوسا (به انگلیسی: Amargosa) یک منطقهٔ مسکونی در ایالات متحده آمریکا است که در تگزاس واقع شده‌است. امارگوسا ۲۹۱ نفر جمعیت دارد و ۹۱٫۱۴ متر بالاتر از سطح دریا واقع شده‌است.